# 井上綾子
井上 綾子（いのうえ あやこ、1969年11月9日 - ）は、日本のAV女優。リズムプロモーション所属。

## 略歴
2014年7月、アダルトビデオメーカー・SODクリエイトの専属女優として熟女系のAV女優。既婚者。
2016年から自身で作画した漫画『40過ぎてAVデビュ─!!』シリーズを同人誌として出版。話題となる。
2015年からシリーズ化している『ガチオタ』シリーズが2016年、2017年と2年連続AV OPENにエントリー（2017年はかさいあみ、阿部乃みくとの共作）。
2018年7月4日、公式ツイッターでオールプロモーション所属となったことを報告（前所属先はARMプロモーション）。
2019年9月、実母の急逝に伴い腰の悪い父の介護が必要になったことなどを理由にAV活動の休業を報告した。
2023年11月、AV復帰。2025年2月よりリズムプロモーション所属。

## 人物
長野県出身。
趣味はイラスト制作。特技は水泳。80年代から90年代のジャンプ＆コロコロ作品の話になると止まらなくなる。声優オタクの側面からアニメにも詳しい。オタクへの入り口はアニメ『ビックリマン』。
涙腺が崩壊した漫画作品は河合じゅんじの読み切り漫画『いつかのホームラン』。
デビューのきっかけはダブルワークがしたかったことから、求人で「下着姿で官能小説を読むバイト」を見つけたものの、面接でセクシー女優を薦められたため。断り続けたものの、たまたま見た星占いの本に『あなたは思いもよらないことでキャリアを築けます』と書かれていたこと、はっちゃけるならこれが最後だという思いから決断した。

## 出演作品

### アダルトDVD
- 美しく透き通るような白い肌で淫靡な肢体の人妻 井上綾子 44歳 AV Debut 結婚20年目の行動… 待ち焦がれた他人棒で自ら腰振る欲情SEX（7月24日、SODクリエイト）
- 美しく透き通るような白い肌で淫靡な肢体の人妻 井上綾子 44歳 第2章 1泊2日の不倫旅行 野外で膣奥まで挿入される他人棒… 男湯で見知らぬ男に裸を見られておま○こ濡らし3PSEX 寝起きで縛られずーっと絶頂（8月21日、SODクリエイト）
- 美しく透き通るような白い肌で淫靡な肢体の人妻 井上綾子 44歳 最終章 止まらない欲求… 抑えられない性欲…『私が満足するまでイカせて下さい!』 満たされるまで車内・男優宅・ホテルでSEX三昧 「まだ足りないの…」と求め続け旦那以外のチ○コ9本挿入!（9月25日、SODクリエイト）
- 親戚のおばさん（10月2日、センタービレッジ）
- 「『おばさんで本当にいいの?』若くて硬い勃起角度150度の少年チ○ポに抱きつかれた看護師はヤられても本当は嫌じゃない」 VOL.2（11月8日、DANDY）他出演:加藤ツバキ、神崎久美、篠田あゆみ
- ひとりみの叔母さん（11月13日、タカラ映像）
- 縄酔い人妻 肉奴隷契約（11月25日、AVS collector's）
- 熟れた人妻 奥さん、面接なのに下着こんなに濡らして（11月30日（レンタル）/2015年2月27日（セル）、アテナ映像）他出演:中山尚美、上野菜穂、野口さくらこ
- すぐに絶頂っちゃう母さんとところかまわずヤりたい放題（12月1日、VENUS）
- 近親寝取られ相姦 義母編 01（12月12日、ゴーゴーズ）
- bijin-majo 50 あや(44)（12月13日、美人魔女）※「あや」名義
- お母さんの玩具になった僕 素敵な変態義母の卑猥な誘い（12月14日、RUBY）
- 嫁の母 〜禁断の家族交尾〜（12月20日、Mellow Moon）

- 超本格官能近親エロ絵巻 母さんの姫始め（1月8日、マドンナ）
- デカチンな夫の上司に犯され堕ちる人妻（1月9日、なでしこ）他出演:宮前幸恵、新野美穂
- 愛くるしい僕の剛毛義母 義理の息子の横顔に忘れられない亡き夫の面影を見た背徳セックス濃厚生中出し（1月13日、セレブの友）
- 友人の母は、淫語責めしながら何度も寸止めさせる熟痴女（1月23日、REAL）
- 僕を無意識に誘惑する浮きブラ女教師（1月25日、マドンナ）
- 断りきれない美人ママ（2月6日、カマタ映像）
- 旦那が発狂した復讐動画流出 夫婦を離婚に追い込んだリベンジポルノ。 都内の美熟女人妻が不倫中に遊びで撮っていた中年オヤジとのやりたい放題個人撮影がヤバい（2月25日、ビッグモーカル）
- 義母と子 ♯2 親父の目の前で（2月25日、グローバルメディアエンタテインメント）共演:野間あんな
- 定年間近の夫婦の性生活（2月26日、RUBY）他出演:井上佐和子、宮崎良美
- 家政婦のおばさん（2月27日、マドンナ）
- 女始末屋 始末屋とは… か弱き女達の味方となり常世を跋扈する極悪非道な男を明晰な頭脳と熟れた肉体で成敗する平成の仕置き人（3月25日、セレブの友）
- ヒロイン討伐 Vol.70（3月27日、GIGA）共演:聖菜アリサ
- 息子の借金のカタに犯された母（4月9日、センタービレッジ）
- 一般応募人妻 猥褻面接 ［三］（4月10日、ゴーゴーズ）
- 色狂い夫婦の夜の営み（4月10日、なでしこ）他出演:井上佐和子、神崎久美、遠野麗子、高城紗香、大橋ひとみ
- すけべぇ熟女のおち○ぽ挑発サロン（4月13日、アロマ企画）他出演:加山なつこ、竹内れい子、さかい由布、希佳苗
- パンチラ熟女の日常生活（4月13日、アロマ企画）
- 母子交尾 【津久田路】（4月23日、RUBY）
- 脅迫された母のよがり我慢 愛する息子の寝顔を見ながら私は…（4月25日、グローバルメディアエンタテインメント）
- 身を焦がして息子の帰りを待ちわびる母親（5月7日、RUBY）
- 素敵すぎる叔母は、誰も信じないけど俺のいいなり中出しオナホール! 「君の性欲処理に一生を捧げます…」 あやこ44歳（5月7日、ジェントルマン）
- 秘密のレズビアン（人妻涙編） 初レズ・初涙・初歓喜 〜AV女優プロへの道ドキュメンタリー〜（5月13日、セレブの友）共演:桐原あずさ、真咲南朋
- 熟女全身女体図鑑 第一号（5月25日、アロマ企画）他出演:葵紫穂、希佳苗、さかい由布、神崎美樹
- お母さん、かっ彼女よりずっといいよ…（6月11日、タカラ映像）主演:宮前幸恵
- はいれぐ母さん（6月11日、タカラ映像）
- 未亡人 遺影の前で息子と生ハメ（6月25日、RUBY）
- 母のブラが浮いています（6月25日、タカラ映像）主演:宮前幸恵
- 超豪華ハーレム大乱交同窓会 夢の共演240分SP（7月9日、SODクリエイト）共演:水原さな、安野由美、武藤あやか、谷原希美
- 友人の母 息子の友人に犯され、幾度もイカされてしまったんです…（7月13日、溜池ゴロー）
- 「『おばさんを興奮させてどうするの?』キャンプ場でヤりまくりSPECIAL 青年チ○ポを押しつけられたおばさん妻は嫌がりながらも本当はママ友に自慢したい」 VOL.1（7月23日、DANDY）共演:京野美麗、中島京子、秋野千尋、谷原ゆき、宮部涼花、鮎原いつき
- ラッキーな胸チラを発見し、気づかれないように見てたけど、やっぱりバレてた?!（7月31日（レンタル）/8月7日（セル）、LEO）他出演:神波多一花、篠宮千明
- この美熟女はガチオタでした! 漫画・アニメへの愛が深すぎる井上綾子様が、オタの本性むき出し!最終的にチ●ポ堕ち!（8月25日、ブロッコリー）
- 担任のおばさん教師にHの練習だからとお願いしまくって素股してたら「あっ!生で入っちゃった!」気持ち良いからそのまま連続中出し（9月15日、LOTUS）他出演:谷原ゆき、和泉紫乃
- 井上綾子 昭和40年代生まれの女 4時間 快楽に喘ぎ求め合う肉欲性交+秘蔵未公開映像30分収録（9月19日、エマニエル）※総集編
- 美熟女 ハメまくりイキまくり 淫乱ヒッチハイクの旅（10月1日、グローリークエスト）
- 美魔女ナンパ!! 生ズキ40代! しみけんのガチ攻略! 赤坂編（10月10日、ホットエンターテイメント）他多数出演
- S級熟女コンプリートファイル 井上綾子4時間（10月25日、熟女画報社）※総集編
- 黒人ホームステイ デカマラにハマッた母（10月29日、センタービレッジ）
- 彼女の母が生姦ペット 娘の彼氏に中出しをねだる人妻（11月6日、光夜蝶）
- 月刊マダムヤン（11月7日、桃太郎映像出版）他出演:睦見しほ、葉月奈穂、白河里奈
- 「『おばさんを興奮させてどうするの?』せんずり学生ヤりまくりSPECIAL 発情した勃起青年に抱きつかれたおばさん妻は嫌がりながらも本当は婦人会で自慢したい!!」 VOL.1（11月12日、DANDY）共演:京野美麗、北嶋あん、安野由美、竹内れい子、牧野遥、鮎原いつき ほか
- 人妻交姦 ～W不倫で燃え盛る背徳のスワップ～（11月13日、オルガ）共演:葵紫穂
- 井上綾子でござひます（11月26日、タカラ映像）※総集編
- アロママッサージで股間のリンパを優しくさすられると腰がヒクヒクしてきて紙パンツがどんどん濡れてしまう素人妻たち（12月3日（レンタル）/2016年1月22日（セル）、アテナ映像）他出演:河瀬希美、桐島美奈子
- 魔怪悪女軍団総進撃!! 惨めな大散華!!（12月11日、GIGA）共演:倖田李梨、みおり舞、朝比奈麻里、槇原愛菜、水谷さつき、田中みゆき、白石みお
- 背徳の義母 息子に見透かされた性欲（12月11日、EROTICA）
- 「年甲斐もなくゴメンなさい…」 既婚熟女にパツパツのチアガール衣装着せてみた!（12月19日、タマネギ）他出演:桐島美奈子、阿久津華
- 「『おばさんを興奮させてどうするの?』温泉旅館でヤりまくりSPECIAL 王様ゲームで勃起した青年チ○ポを押しつけられたおばさん妻は嫌がりながらも本当はママ友に自慢したい」 VOL.1（12月24日、DANDY）共演:横山みれい、臼井さと美、新山沙弥、広瀬奈々美、吉浦みさと、鮎原いつき

- 夫に内緒で犯されたくて…（1月1　日、無言/妄想族）
- ちょいワケあり仕事集 おばさん（1月8日、DANDY]）
- 自慰鑑賞レズビアン（1月13日、セレブの友 ）
- 混浴温泉で痴漢魔にクンニされ、家族の横でイカされた私（1月14日、タカラ映像）
- 犯された女たち40人4時間（1月19日、婦人社/エマニエル）
- フラワーアレンジメント教室に潜入して受講中にドアの外で股間をイジクリまくったらグチョ濡れになってしまったので思わず即ハメ（1月20日、アテナ映像 ）
- 熟女が好きだけど、妹が欲しい… 僕はずっと、こんな妹が欲しかった… 僕のいもうと あやちゃん45歳（1月21日、アマチュアインディーズ）
- 女監督・真咲.jp 愛しき女たちのレズビアンSEX12時間（1月25日、セレブの友）
- 無防備な胸チラ姿でゴミ捨てする若妻を中出し即ハメナンパ（2月5日、グリグリ）
- 近親［無言］相姦 隣にお父さんがいるのよ…（2月7日、VENUS）
- 奥様の手ほどき センズリを見せつけたら興奮しちゃったむっつり人妻 No2（2月10日、ブリット ）
- 僕の母親を抱かせてやるから、キミの母さんをヤらせてくれ。（2月11日、タカラ映像）
- マゾ願望のある母を全裸家政婦にして野外でお仕置きしたところ…（2月11日、タカラ映像）
- デカチンな夫の上司に犯され堕ちる人妻 SP 4時間（2月12日、なでしこ）
- 腰振る他人の妻（2月13日、セレブの友）
- 匂いたつパンスト性交4時間40人（2月19日、婦人社/エマニエル）
- 中高年濃厚に求め合う 密着種付け色欲交尾 男根確保! 一度咥えたら離さない（2月25日、グローバルメディアエンタテインメント）
- 相席飲み屋で出会った美熟女2人にお持ち帰りされて夢の逆3P!!（2月25日、マドンナ ）
- 衝撃事実! 父親の再婚相手に性的興味を抱き妄想オナニーをした経験のある義理の息子は7割を超えるらしい!? そして、また年頃の子(♂) 持ちバツイチ男性と結婚した中年女性が抱えるお悩み相談件数の第1位は「夫の連れ子との関係」。その実態に迫ってみた…（2月26日、GIGOLO）
- ベロちゅう手コキをするうちに我慢できなくなった奥様たち♡（3月4日、グリグリ）
- カマタ映像母と息子ファンが選んだ名場面母子交尾30人8時間（3月4日、カマタ映像）
- 露出熟女倶楽部（3月4日、映天）
- 本物人妻10名のAV体験 監督推薦SEX＋蔵出し未公開SEX 2枚組8時間（3月5日、SODクリエイト）
- キスからはじまる母と息子の愛情、密着、濃厚セックス（3月7日、VENUS）
- いじられまちの敏感ちっぱい妻 ～お願いコリコリ勃起乳首を噛んで、つまんで、ひっぱって～（3月7日、桃太郎映像出版 ）
- 溜池ゴロー2015年下半期総集編全64タイトル8時間（3月13日、溜池ゴロー ）
- 結婚十年目… 妻が女に戻る瞬間2 貞淑妻45歳（3月25日、ながえスタイル）
- イケメンが熟女を部屋に連れ込んでSEXに持ち込む様子を盗撮したDVD。44～強引にそのまま中出ししちゃいました～（4月1日、熟女JAPAN/エマニエル）
- エロ五十路 6（4月8日、なでしこ）
- 介護ヘルパーさんのお尻が好き!! 回春老人がおねだり中出し性交（4月13日、溜池ゴロー）
- レズサークルに嵌る四十路妻（5月1日、U&K）
- 男なら一度はやられてみたいっ!! 厳選のドスケベ痴女プレイ集ベスト6!（5月1日、LEO）
- 不倫旅行◆セックスレス人妻 背徳の秘湯 涼子（仮名）44歳（5月19日、ゴーゴーズブラック/妄想族）
- 代理出産の母（5月19日、タカラ映像）
- 義父に飼育される嫁 ひとつ屋根の下で暮らす義父の恐眼（5月25日、グローバルメディアエンタテインメント）
- 縄酔い人妻 4時間BEST（5月25日、AVS collector’s）
- 母さんの手コキでベロちゅー其の2（5月26日、タカラ映像）
- ウチの母さんの性教育はどうやら他の家とは違うらしい?（6月9日、タカラ映像）
- 美魔女ナンパ!! 生ズキ40代！しみけんのガチ攻略！4時間DX（6月10日、ホットエンターテイメント）
- 恥じらいの剛毛SEX50人8時間（6月13日、セレブの友）
- 「え! 私がモデルに!?」高額バイト面接に来た人妻さんがドスケベ面接官の猥褻カメラテストで騙されハメられる盗撮記録映像 7（6月13日、ド熟女キングダム!!）
- 熟女のディープスロートはやっぱりエロい…（6月23日、タカラ映像）
- 母の股間は夜ひらく（6月23日、タカラ映像）
- 獣になる中高年の牡と牝 田舎の性処理 四時間二十人（6月25日、グローバルメディアエンタテインメント）
- もしも…「井上綾子」が○○だったら…。（7月1日、プラネットプラス）
- 綺麗でいやらしい叔母さんの濃密で猥褻な性教育に中出しする僕（7月7日、RUBY）
- 兄嫁（9月9日、なでしこ）
- 昭和みだら妻 ～愛欲に飢える熟した肉体 井上綾子～（9月9日、オルガ）
- ラブホに泊まった母と子（9月22日、タカラ映像）
- ［閲覧注意］輪姦レイプ映像ノーカット無編集「婦女強姦犯罪記録」過激! クロロホルムとスタンガンで昏睡、媚薬で痙攣、犯され続け発狂し壊れた主婦（11月1日、熟女塾/エマニエル）
- 禁断! 熟母（12月25日、ながえスタイル）

- 井上綾子といふ女… 真実 今、1人の女の本性を抉り出す瞬間が来た!「女優の素顔丸裸」完全密着ドキュメント（1月1日、熟女塾/エマニエル）
- エぇ～! 私寝取られたみたいw（1月19日、タカラ映像）
- 嫁の綾子と僕のラブラブ中出し子作り生活（3月7日、VENUS）
- 奇跡の美貌! 五十路美熟女（6月19日、RUBY）
- 息子の朝勃ち 近親相姦は精子の味（7月6日、センタービレッジ）
- 母の親友（7月19日、VENUS）
- WifeLife vol.022・昭和46年生まれの井上綾子さんが乱れます・撮影時の年齢は45歳・スリーサイズはうえから順に83/62/86（7月21日、SEX Agent）
- 優しい母さん僕目線。（8月31日、タカラ映像）
- 母子交尾 ～泉崎路～（9月19日、RUBY）
- 未亡人の義母と戯れて…（10月13日、なでしこ）
- 犯されて…。～姦辱に堕ちる熟れた肉体～（10月13日、オルガ）
- 友人の母親（10月13日、VENUS）
- 初めての女になってあげる（10月19日、ABC/妄想族）
- S級熟女コンプリートファイル 井上綾子6時間（12月1日、VENUS）※女優ベスト
- 奥さんの溜まった性欲処理請け負います（12月14日、センタービレッジ）
- 大勢のチ○ポに視姦されるとド淫乱に発情する変態おばさん（12月19日、ドグマ）

- 女殺淫縛蟻地獄 第五幕:奴隷堕ち女社長の悲惨!! 淫壺痙攣狂おしく（3月13日、BabyEntertainment）
- 三国志熟女 この美熟女は三国志をアツく語りたいんです!（5月25日、ブロッコリー/妄想族）
- 母に媚薬を飲ませたら… クラスの友達から手に入れた噂の薬をすっかり艶っ気がなくなった母さんに飲ませてみたらその気になって僕に襲いかかってきた（8月23日、センタービレッジ）
- 人妻の花びらめくり（11月19日、人妻援護会/エマニエル）
- ママさん水泳クラブの元監督が開業した出張メンズエステでリアル盗撮（12月20日、STAR PARADISE）他出演：西野美幸、楠木奏
- 妖艶な男を狂わす女たち。私のアソコが反応するのは貴方のせいなの? ダメだと分かって居ても欲求を抑えられない淫乱人妻の性…（12月28日、キネマ座）他出演：佐々木あき、佐伯かのん

- 男根に堕ちた四十路妻（1月1日、プラネットプラス）
- 台本は一行!『童貞クンのお相手をしてあげて下さい』のみ!! 熟女優 松沢ゆかり44歳が自宅で筆おろしのお手伝い（1月10日、DANDY）主演：松沢ゆかり
- 浪人専門 家庭教師ムラムラ個別指導（1月20日、STAR PARADISE）
- まるまる! 井上綾子（1月25日、なでしこ）※単体ベスト
- 娘婿の朝勃ちチ○ポを狙うお義母さん（3月1日、プラネットプラス）
- 人妻温泉旅行 「告白」 人妻 井上綾子 (仮名) 四十六歳 子供無し（3月19日、ゴーゴーズブラック/妄想族）
- お色気P●A会長&悩殺女教師と悪ガキ生徒会（3月21日、グローリークエスト）共演：神ユキ
- 寝取られ人妻 湯けむりの旅・番外篇10続 人妻ふたり旅（3月29日、ゴーゴーズ）他1名共演
- 井上綾子全仕事 8時間2枚組（5月7日、RUBY）※単体ベスト
- 井上綾子さんがイク! 旬のチ○ポ狩り&温泉旅館で逆ナンパの旅! マッサージに着衣SEXに乱交をマン喫!（5月13日、エマニエル/ドバドバ大作戦）
- 性奴隷にして下さい。マゾ志願の人妻を徹底調教250分 井上綾子 (48歳)（5月19日、山と空/妄想族）
- パパママ頑張れ! ぬるぬるローションで仲良し家族対抗ハメハメ合戦!! 2（5月23日、SODクリエイト）共演：生田みく、羽生ありさ、有栖るる、はるかみらい、我妻澪
- 五十路レズ ～淫ら熟女のかけおち駅前旅館～（6月13日、U&K）共演：及川里香子
- ヌキなし前提の性感マッサージ店 ～健全店というお膳立てと放出精子量の相関関係～（6月25日、SEX Agent/妄想族）他出演：音海里奈、美保結衣、河北麻衣、新谷美愛、夏日風
- 全裸婚活パーティー（7月25日、SODクリエイト）共演：紗々原ゆり、加藤あやの、卯水咲流
- 私は今夜も、犯され待ち。～息子の友人たちに輪姦され、性奴隷となった母親～（7月26日、人妻花園劇場）
- 知的な眼鏡女性と見つめ合う完全主観フェラ 2 ～社会性に富んだメガネジョシ「私ならこうしゃぶる」～（8月25日、SEX Agent/妄想族）他出演：星川凛々花、美保結衣、佐久間恵美、望月りさ、真木今日子、一二三鈴
- ベロキス激ピストンで連続イキ狂うビクつく熟れた美しい剛毛人妻! スケベ過ぎる熟肉が連続中出し乱交で完堕ち裏切りのファック!（10月19日、エマニエル/美人魔女）
- わたしの欲求を満たせるのは娘婿との濃厚なセックスだけ…（10月25日、キネマ座）
- 友だちにまわされた母 教育熱心な母が若くて硬いチ○ポに堕ちていく（11月13日、ながえスタイル）
- 喪服官能小説シリーズ あなた許して… 欲求不満未亡人の悦楽背徳絵巻（11月23日、ビッグモーカル）他出演：白鳥寿美礼、上原千尋、藤本敏江

- ヌくドラマ 快楽に溺れて濡れた五十路のトロトロ淫乱人妻5人4時間（5月29日、キネマ座）他出演：伊織涼子、円城ひとみ、芹沢あづさ、水上由紀恵
- 庶民的美熟女 井上綾子 永久保存版（7月13日、ながえスタイル）※単体ベスト
- まるまる! 井上綾子 2（9月11日、なでしこ）※単体ベスト

- 喪服美熟女の憂鬱 ～インモラルな未亡人たち～ 5人4時間（2月27日、ビッグモーカル）他出演：円城ひとみ、新井由紀、桐島綾子、響京香

### 女性向けアダルトDVD
- Romantic album（2016年2月6日、SILK LABO）共演：月野帯人／他出演：一徹、安野由美

### アダルト動画配信
- イキガオ ♀0568（2016年1月23日、イキガオ）
- 良妻賢母の変態本性／魔性の火遊び若妻 文子 45歳（2016年6月1日、人妻パラダイス）

### アダルトVR
2017年
- 完熟の味 井上綾子 美熟女に全てを委ねて極上射精体験!（6月30日、CASANOVA）
- 高画質VR 体感レズSEX 義母と娘の偏愛レズビアン（9月14日、レズれ！VR）共演：苑田あゆり
- ハズレ無しデリヘル（11月3日、CASANOVA）共演：吉岡奈々子
- 完熟の味 平均年齢45歳 若い肉棒を美熟女達がロックオン!（11月24日、CASANOVA）共演：吉岡奈々子、竹内梨恵、森下美緒
- 射精コントロール! オナ指示痴女 vol.8（12月8日、CASANOVA）

2019年
- AV女優にVRカメラを持たせて自撮りさせたりハメ撮りさせてみたら素のエロス溢れる淫乱映像に仕上がった。（6月21日、CASANOVA）
- 既婚者のみ利用可能な本物人妻風俗（7月12日、CASANOVA）

2020年
- デジタルリマスターで鮮明に蘇る! VRドチャシコ名作コレクション～井上綾子（9月4日、CASANOVA）※単体ベスト、「完熟の味 井上綾子 美熟女に全てを委ねて極上射精体験!」と「射精コントロール! オナ指示痴女 vol.8 」の2作品をデジタルリマスターで収録。